# Capverdians portuguesos
Els capverdians portuguesos són residents de Portugal que són originaris o amb ascendència capverdiana. El 1995 es va estimar que hi havia 50.000 descendents o originaris de Cap Verd residint a Portugal. Cap el 2000 aquesta estimació augmentà a 83,000 persones, de les que el 90% residien al Gran Lisboa. En 2008 l'Institut Nacional d'Estadística de Portugal estimà que hi havia 68.145 capverdians que residien legalment a Portugal. Això vol dir que el 15,7% dels forasters nacionals viuen al país.

## Personatges
- Germano Almeida
- Ângela Maria Fonseca Spínola
- Cláudio Aguiar
- Jorge Andrade
- Hernâni Borges
- Nelson Évora
- Arlindo Gomes Semedo
- José Gonçalves
- Sara Tavares
- Néné da Luz
- Nélson Marcos
- Sandro Mendes
- Vítor Moreno
- Nani
- Nilton Fernandes
- Pedro Pelé
- Rolando
- Manuel Estêvão Sanches
- Ernesto da Conceição Soares
- Marco Soares
- Edson Rolando Silva Sousa
- José Veiga
- Nélson Veiga
- João Gomes, jugador de bàsquet
- Lura
- Oceano da Cruz